# ستيف مونرو
ستيف مونرو (بالإنجليزية: Steve Monroe)‏ هو ممثل أمريكي، ولد في 30 أكتوبر 1972 في الولايات المتحدة.

## أعمال

### أفلام
- (2000) ملكة الدماثة[2]

## وصلات خارجية
- ستيف مونرو على موقع IMDb (الإنجليزية)
- ستيف مونرو على موقع قاعدة بيانات الفيلم (الإنجليزية)